# Съвременен ритъм енд блус
Съвременен ритъм енд блус (на английски: Contemporary R&B) е музикален жанр, който съчетава ритъм енд блус с елементи на поп, соул, фънк, хип-хоп и електронна музика.
Жанрът се отличава с отличителен стил на продуциране, ритми, подкрепени от барабанна машина, коригирани вокали и гладък, буен стил на вокално аранжиране. Електронните влияния стават нарастваща тенденция и използването на хип-хоп или вдъхновени от танци бийтове е типично, въпреки че „грапавостта“, присъща на хип-хопа, могат да бъдат намалени и „изгладени“. Съвременните арендби певци често използват мелизма, популяризирана от певци и певици като Стиви Уондър, Риана, Дрейк, Уитни Хюстън, Марая Кери, Мери Джей Блайдж, Джодеси, „Боис ту Мен“ и Бийонсе. От края на 2000 г. съвременните арендби ритми се комбинират с елементи на хип-хоп и поп музика. 